# Ászár
Ászár es un pueblo ubicado en el distrito de Kisbér, condado de Komárom-Esztergom, Hungría.

## Superficie
Posee una superficie de 18,68 kilómetros cuadrados.

## Demografía
Hasta 2022 la población era de 1660 habitantes, con una densidad de población de 88,87 habitantes por kilómetro cuadrado.